# Primitivo Blein Costas
Primitivo Blein Costas, fallecido en Vigo en marzo de 1900, fue un comerciante y político gallego, tres veces alcalde de Vigo.

## Trayectoria
Comerciante en Vigo. Fue alcalde de la ciudad durante la Primera República Española. Luego fue concejal desde 1881. Fue alcalde nuevamente en 1890. Y volvió a tomar posesión como alcalde de Vigo el 1 de enero de 1894.  Permaneció en el cargo hasta julio de 1895.
| Predecesor: -                        | Alcalde de Vigo 1873      | Sucesor: -                          |
| Predecesor: Eduardo Iglesias Añino   | Alcalde de Vigo 1889-1890 | Sucesor: Norberto Velázquez Barrio  |
| Predecesor: Francisco Molíns Pascual | Alcalde de Vigo 1894-1895 | Sucesor: Marcelino Astray de Caneda |